# Pohlheim
Pohlheim – miasto w Niemczech, w kraju związkowym Hesja, w rejencji Gießen, w powiecie Gießen.

## Współpraca
Miejscowości partnerskie:
- Admont, Austria
- Strehla, Saksonia
- Zirc, Węgry